# Palau na Svjetskom prvenstvu u atletici 2015.
Palau se na Svjetskom prvenstvu u atletici 2015. u Pekingu natjecao od 22. do 30. kolovoza s jednim predstavnikom u utrci na 100 metara.

## Rezultati

### Muškarci

#### Trkačke discipline
| Atletičar      | Disciplina | Kvalifikacije | Kvalifikacije | Završnica             | Završnica             |
| Atletičar      | Disciplina | Rezultat      | Plasman       | Rezultat              | Plasman               |
| -------------- | ---------- | ------------- | ------------- | --------------------- | --------------------- |
| Rodman Teltull | 100 metara | 10.72         | 47.           | Nije se kvalificirao. | Nije se kvalificirao. |